# 린장제 관광야시장
린장제 관광야시장은 타이완 타이베이시에서 열리는 야시장이다. 포장마차가 중심으로 되어있다.